# ستروبوویر
ستروبوویر (انگلیسی: Setrobuvir) (همچنین به عنوان ANA-598 شناخته می شود) یک داروی آزمایشی برای درمان هپاتیت ث بود که در شرکت داروسازی Anadys کشف شد که توسط Roche در سال ۲۰۱۱ خریداری شد. Roche توسعه خود را در ژوئیه ۲۰۱۵ خاتمه داد. این دارو در آزمایش‌های بالینی فاز IIb بود که در ترکیب با اینترفرون و ریباویرین مورد استفاده قرار گرفت و بیماران هپاتیت ث با ژنوتیپ ۱ را هدف قرار داد.
ستروبوویر با مهار آنزیم هپاتیت ث NS5B، یک آران‌ای پلی‌مراز، عمل می‌کند.